# Полиция штата Аляска
Полиция штата Аляска (англ. Division of Alaska State Troopers (AST)) — правоохранительный орган штата Аляска (США). Входит в департамент общественной безопасности. Разделён на пять отрядов, именуемых названиями регионов штата.
В штате Аляска нет полиции округа или шерифа. Согласно конституции штата, полицейские работают с гражданскими делами и судебными решениями, занимаются гражданами, которые имеют проблемы с психическим здоровьем. Состав полиции включает в себя сотрудников опеки и в отличие от других штатов, сотрудники охраны дикой природы тоже являются полицейскими. Полиция также работает в сельских районах штата.
Полицейские Аляски имеют самую большую зону ответственности в США, не считая федеральных офицеров. Полицейские Аляски имеют небольшой резерв в лице местных полицейских; на всей территории штата служат около 1300 штатных сотрудников правоохранительных органов, без учёта солдат и смотрителей государственных парков. Местные офицеры служат на своих участках, за исключением чрезвычайных ситуаций.
Существует единственный столичный полицейский департамент: Департамент полиции города Анкоридж, в состав которого входит около 500 офицеров. Ещё около 300 полицейских служат в 50 небольших городах штата.
Административное управление осуществляет "Департамент общественной безопасности Аляски" (англ. DPS), который возглавляет комиссар, назначаемый губернатором Аляски. Он является гражданским администратором, хотя исторически, эту должность всегда занимали представители правоохранительных органов.

## История
Правоохранительная деятельность на Аляске имеет долгую историю. До основания правоохранительной системы, охрану порядка осуществляла сначала Армия Соединенных Штатов, а затем Военно-морской флот Соединенных Штатов вместе с налоговой службой США, Таможенной службой и службой приставов США. В 1884 году был сформирован округ Аляска.
Потребность в охране порядка существенно возросла в конце XIX века, когда на территории штата было обнаружено золото. В то время, в округе процветали: проституция, азартные игры, убийства, изнасилования, грабежи, поджоги, похищения людей и другие преступления. Власти штата запросили помощь из Вашингтона.
В результате на Аляску прибыли федеральные маршалы. В начале XX века некоторые города и посёлки начали создавать полицейские управления. Заместители маршалов продолжали оставаться главными представителями закона в сельской местности Аляски до появления полиции штата.

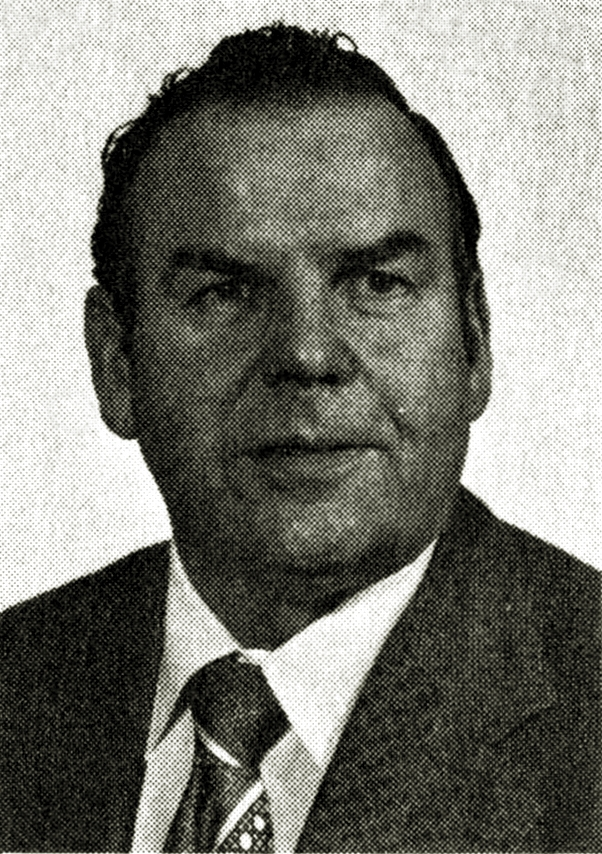
Эд Данкворт (1928—2008) начал работать в агентстве безопасности в 1954 году, ушел в отставку с должности директора в 1975 году.

Полицейских не было до 1941 года, пока правительство Аляски не создало подразделение «дорожный патруль», которое работало на главных магистралях штата, но не посещало отдалённые районы. Их полномочия ограничивались соблюдением правил дорожного движения. В конечном итоге они были назначены специальными заместителями маршалов США, чтобы заполнить пробел в юрисдикции, так как парламент Аляски отказался назначать их полицейскими. Позже был принят закон, который позволил создать территориальную полицию. Первыми полицейскими стали бывшие маршалы и их заместители. Дивизион полиции штата Аляска появился в 1967 году.
Существовала так же пилотная программа «Универсальная полиция», в которой полицейские водили машины скорой помощи в качестве патрульных машин.
На территории штата существует мемориал офицерам Аляски, где увековечены заместители маршалов США, погибшие при исполнении служебных обязанностей.

## Обязанности
Подразделение полицейских штата Аляски является главным полицейским органом. Сотрудники подразделения обеспечивают правопорядок во всём штате, занимаются предупреждением преступлений, преследуют и задерживают преступников, сопровождают и организовывают гражданские и уголовные процессы, занимаются транспортировкой заключённых, а также проводят поисково-спасательные операции.
Полицейские дивизии разделены на пять отрядов с буквами, соответствующими географическим регионам штата. Отдел также содержит несколько бюро: Бюро расследований Аляски (англ. ABI), Управление пожарного маршала Аляски (англ. AFMO), Бюро по контролю за алкоголем и наркотиками Аляски (англ. ABADE), Бюро патрулирования дорог Аляски (англ. AHPB) и Бюро судебных приставов Аляски (англ. ABB).

## Структура Департамента общественной безопасности
| Название           | Знаки отличия |
| ------------------ | ------------- |
| Комиссар           |               |
| Помощник комиссара |               |

## Ранг полицейских
| Название             | Знаки отличия |
| -------------------- | ------------- |
| Полковник            |               |
| Майор                |               |
| Капитан              |               |
| Лейтенант            |               |
| Сержант              |               |
| Капрал               |               |
| Солдат (Полицейский) | Нет знака     |

## Структура

### Полиция штата
Структура полиции штата Аляски состоит из пяти региональных отрядов, контролирующих 43 поста:
- Отряд А. Штаб-квартира находится в Кетчикане с постами в городах: Хейнс, Джуно, Клавок, Кетчикан, Питерсберг.
- Отряд B. Штаб-квартира находится в Палмере с постами в городах: Гленналлен, Уасилл, Талкитна.
- Отряд C. Штаб-квартира находится в Анкоридже с постами в городах: Анкоридж, Аниак, Бетел, Диллингхем, Эммонак, Илиамна, Кинг-Ков, Кадьяк, Коцебу, Макграт, Ном, Сент-Мэрис, Селавик, Уналаклит.
- Отряд D. Штаб-квартира находится в Фэрбенксе с постами в городах: Барроу, Делта-Джанкшен, Фэрбанкс, Галина, Хили, Ненана, Нотвейн, Ток.
- Отряд E. Штаб-квартира находится в Солдотне с постами в городах: Купер-Лендинг, Гирдвуд Архивная копия от 28 февраля 2021 на Wayback Machine, Нинильчик, Сьюард, Солдотна.

### Дорожный патруль
Бюро патрулирования шоссейных дорог Аляски (англ. ABHP) состоит из трёх полицейских на шоссе Сьюард. В их обязанности входит обеспечение соблюдения правил дорожного движения, пропаганда безопасности дорожного движения и расследование аварий, приводящих к травмам или гибели людей. Кроме того, дорожный патруль отвечает на запросы правоохранительных органов.

### Сотрудники охраны дикой природы Аляски
Сотрудники охраны дикой природы Аляски разделены на два географических отряда, которые контролируют 35 постов дикой природы.
Северный отряд имеет штаб-квартиру в Палмере и представителей в Анкоридже, Гленналлене, Мат-Су Весте, Талкитне, Солдотне, Якорном пункте, Кордове, Гирдвуде, Сьюарде, Вальдесе, Фэрбенксе, Аниаке, Вефиле, Кантвелле, Колдфуте, Дельта Джанкшен, Галине, Коцебу, Макграт, Ном и Ток.
Южный отряд имеет штаб-квартиру в Анкоридже и посты в Кадьяке, Диллингхеме, Кинг-Салмоне, Голландской гавани, Порт-Алсворт, Джуно, Хейнс, Хуне, Кетчикане, Принце Уэльском, Питерсберге, Ситке, Врангеле и Якутате.

### Бюро расследований Аляски
Бюро расследований Аляски (англ. ABI) отвечает за координацию и проведение крупных уголовных расследований в пределах юрисдикции штата Аляски, включая убийства, сексуальные посягательства, проверки на полиграфе, мошенничество, фальшивомонетчество, компьютерные и интернет-преступления, слежку, поиск пропавших без вести и более длительные расследования преступлений против личности или частной собственности. Штаб-квартира находится в Анкоридже с отделами в Анкоридже, Вефиле, Диллингеме, Фэрбенксе, Джуно, Кетчикане, Коцебу, Номе, Палмере, Солдотне и Василле. Агентство состоит из семи следственных отделов: крупные преступления, технические преступления, имущественные преступления, финансовые преступления, расследования жестокого обращения с детьми, расследование старых дел и обеспечение соблюдения законов о наркотиках.

### Специальная группа реагирования на чрезвычайные ситуации
Специальная группа реагирования на чрезвычайные ситуации штата Аляска (англ. SERT) отвечает за расследования инцидентов с высокой степенью опасности, включая ситуации с заложниками, аресты по выданным ордерам, предотвращение террористических актов. Команды SERT расположены в городских отделах городов Фэрбенкс, Палмер и Солдотна. SERT является дополнительной добровольной нагрузкой для прошедших отбор полицейских в дополнение к их обычным обязанностям. Солдаты SERT регулярно тренируются и могут быть готовы в любое время.

### Спасение и поиск пропавших
Полиция Аляски организует поисково-спасательные операции, обеспечивает координацию разных служб.

## Павшие офицеры
С момента основания в 1948 году было убито 16 полицейских и две собаки подразделения К9.

## Оборудование

### Огнестрельное оружие
Сотрудники полиции носят Glock 22 как стандартное оружие. Также могут быть экипированы Glock 20 и помповыми ружьями Remington 870 или AR-15. Специальные отряды используют Heckler & Koch MP5, FN P90 и Remington 700

### Автомобили
Патрульные машины полиции штата:
- Chevy Express Van  США
- Chevrolet Impala  США
- Chevy pickup truck  США
- Dodge Charger  США

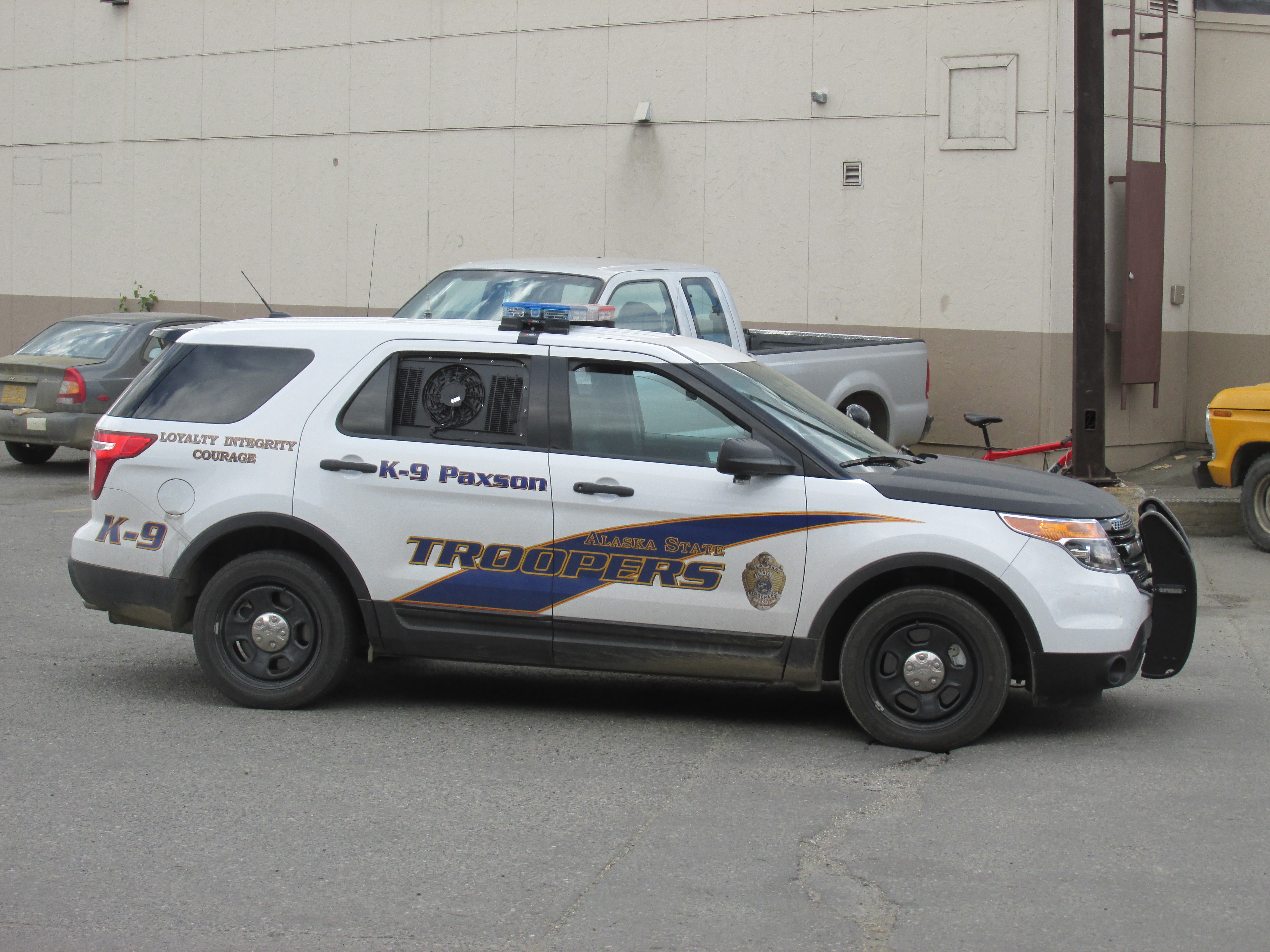
Автомобиль разыскной службы полиции Аляски. Колледж, июнь 2014.

- Ford Crown Victoria Police Interceptor  США
- Ford Police Interceptor Sedan  США
- Ford Police Interceptor Utility  США
- Ford Expedition  США
- Ford F-250  США
- Ford F-150  США
- Lenco BearCat  США — 3[1]

### Авиация
- Beechcraft Super King Air  США
- Cessna 185  США
- Cessna 208  США
- Eurocopter AS350  Франция
- Piper PA-18  США — используется для патрулирования рыболовства
- Robinson R44  США

### Оружие старого поколения
- Smith & Wesson Model 4006 .40 S&W —  заменен на Glock 22 .40 S&W
- Smith & Wesson Model 686 .357 magnum — заменен на Smith & Wesson Model 4006
- Smith & Wesson Model 66 .357 magnum — заменен на Smith & Wesson Model 686
- Smith & Wesson Model 19 .357 magnum — заменен на Smith & Wesson Model 66

## Музей

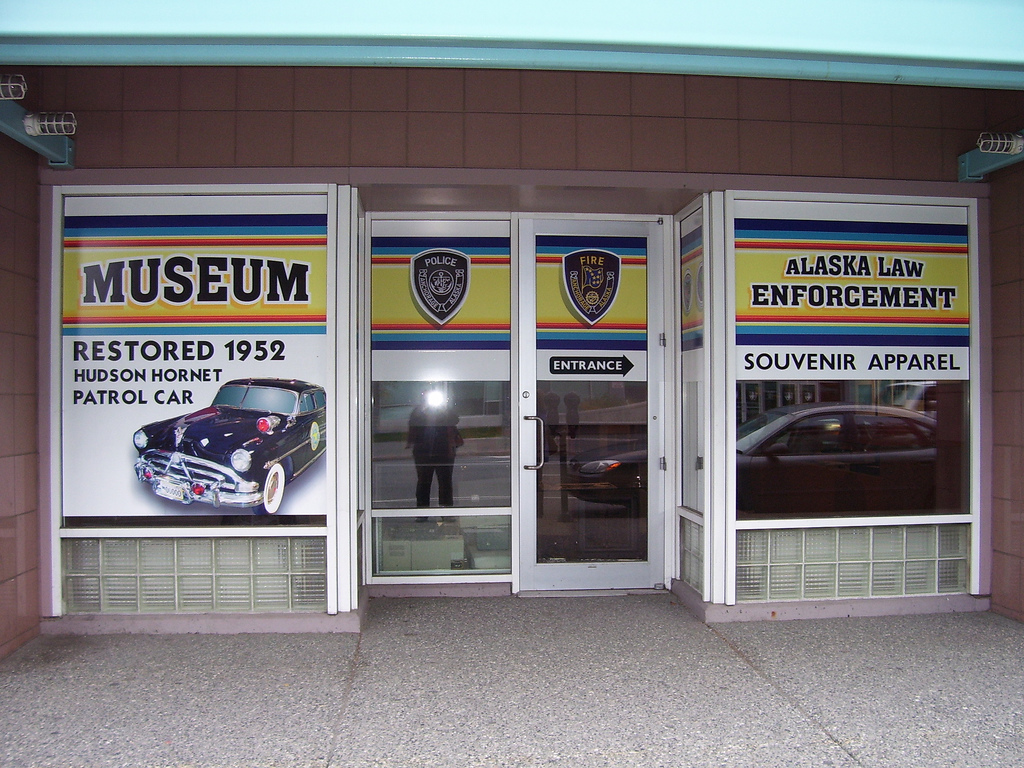
Вход в музей

Музей правопорядка штата Аляски — маленький музей по адресу 5-й авеню Молл в центре города Анкоридж, управляемый общественной организацией «Союз ветеранов» Аляски. Музей увековечивает память правоохранительной деятельности в штате Аляска и имеет обширную коллекцию различных артефактов, в том числе отреставрированную патрульную машину 1952 года Hudson Hornet.

## Популярность в культуре
Клинт Уокер сыграл главную роль в «Кадьяке», недолгом сериале, который транслировался на канале ABC в 1974 году. Уокер сыграл «Кадьяка» Маккея, офицера в так называемом «Патруле штата Аляска».
Полиция штата Аляска была вовлечена в президентскую кампанию 2008 года, предоставляя дополнительный личный состав для Секретной службы США и одновременно защищая бывшего губернатора Аляски и кандидата в вице-президенты от республиканцев Сару Пэйлин.